# Doktor Liborius gata
Doktor Liborius gata är en gata i Södra Guldheden i Göteborg. Den fick sitt namn 1949 efter läkaren Johan August Liborius som var överkirurg vid Sahlgrenska sjukhuset 1845–1870 samt ledamot av sjukhusets byggnadskommitté. Han anses vara den förste moderne kirurgen på sjukhuset. Gatan startar vid Syster Ainas gata, sträcker sig söderut och slutar som återvändsgata. Den är cirka 480 meter lång och är numrerad till 52.
Längs gatans östra och södra sida – i kvarteret 34 Blåelden och kvarteret 36 Bergmyntan – ligger trevånings lamellhus i rött tegel. De uppfördes för Stiftelsen Samhällsbyggen 1950, vilka även stod för ritningarna. 
På den västra sidan finns sex stycken, niovånings punkthus som uppfördes 1950–1952 i kvarteren 38 Vattenveronikan och 37 Drakblomman. Dessa hus har fått arkitektoniskt erkännande, genom sina två huskroppar, något förskjutna från varandra och förbundna med ett inglasat trapphus. Arkitekter var Sven Brolid och Jan Wallinder. Det var en byggherre för varje hus, alltså  sex stycken.